# Chalepus pauli
Chalepus pauli es un coleóptero de la familia Chrysomelidae.
Fue descrita científicamente en 1932 por Pic.